# Jaromír Komorous
Jaromír Komorous (13. května 1951 Plzeň – 26. listopadu 2017 Plzeň) byl český básník a autor hudebních textů druhé poloviny 20. století a počátku 21. století. V 90. letech 20. století přispěl ke kulturnímu rozvoji západočeské metropole coby zakladatel a organizátor kulturních akcí překračujících svým rozsahem hranice regionu.[zdroj⁠?!]

## Životopis
Narodil se a žil v Plzni. V době komunistického režimu se živil jako zámečník v plzeňské Škodovce. Od mládí se pohyboval v komunitě západočeských rockových a folkových hudebníků, pro něž postupně složil přes 200 hudebních textů. Počátkem 90. let 20. století se stal ředitelem Plzeňského kulturního střediska Esprit, v jehož vedení byl hlavním organizátorem velkých kulturních akcí v regionu prakticky po jedno desetiletí. V čele organizátorského týmu tak mohl např. přivítat prezidenta Václava Havla a velvyslankyni USA Shirley Temple Black při oslavách 45. a později i 50. výročí osvobození města Plzně americkou armádou (po desetiletích popírání tohoto historického faktu komunistickou garniturou), stejně jako tehdy ještě žijící veterány 2. světové války, kteří se na osvobození Plzně aktivně podíleli. V devadesátých letech vymyslel a založil festival Struny na ulici a Jazz na ulici, k nimž záhy nakrátko zorganizoval i festival Divadlo na ulici. Zejména festival Jazz na ulici výrazně překročil hranice regionu a s účastí naprosté tehdejší oborové špičky se stal jednou z nejvýznamnějších jazzových událostí v ČR. Festival následně zmutoval a nadále pokračuje pod názvem Struny na ulici, následně Na ulici.
Jaromír Komorous se také zasloužil o oživení unikátního přírodního lochotínského amfiteátru, kde po otevření západních hranic pořádal koncerty, např. zahraniční glam rockové legendy Slade, do Plzně dovezl i legendu americké country Johna Denvera a další interprety. V době, kdy ve východním bloku vazby na zahraniční agentury zastupující umělce teprve vznikaly. Počátkem 21. století se věnoval zejména literární tvorbě a publikoval básnické sbírky. Byl plzeňským patriotem, milovníkem hudby, literatury, výtvarného umění, ale i dobrodružství v horách a na řekách, ať již ve slovenských Tatrách, rakouských, italských a francouzských Alpách nebo indickém Garhwalu. Zemřel v Plzni.

## Hudební texty
Jaromír Komorous je autorem více než 200 hudebních textů. Autorsky plodná byla zejména spolupráce s Jaroslavem Rajtmajerem, baskytaristou a zakladatelem skupin Elegie Jazz, Elegie Rock, Extra Band (téměř v původní sestavě nadále aktivně hrající pod názvem Extra Band Revival), Gepard a Triumf. Dále např. pro kapelu Slepá kolej napsal texty ke třem albům. Tvořil i pro další interprety.
Nejhranější skladby[zdroj⁠?!] s jeho texty jsou:
- Poslední zvonění (Extra Band)
- Oáza rock (Extra Band)
- Sudé berou (Extra Band)
- Žít s láskou (Extra Band)
- Hrál jsem crazy (Extra Band)
- To se ví (Extra Band)
- Klid (Extra Band)
- Van Gogh (Extra Band)
- Případ (Extra Band)
- Ubyl tón (Extra Band)
- Fajnovej víkend (Extra Band)
- Vadí, nevadí (Extra Band)
- Hráli jsme holkám (Extra Band)
- Oni (Extra Band)
- Den duní za dnem (Extra Band)
- Divný království (Extra Band)
- Už svítá (Extra Band)
- Nejsem Beamon (Extra Band)
- Úplně volný (Extra Band)
- Sen (Extra Band)
- Nejsem pes (Extra Band)
- Kouzlo (Extra Band)
- Otázka (Extra Band)
- Haló paní v bílém šátku (Extra Band)
- Seš bláhovej (Extra Band)
- Den uzrál jak víno (Extra Band)
- Dám a mám (Extra Band)
- Měj se fajn (Extra Band)
- Ta se má (Extra Band)
- Vlak do Nice (Extra Band)

## Básnické sbírky
V posledním desetiletí svého života se Jaromír Komorous stále aktivně věnoval tvůrčí činnosti. Svojí pozornost zaměřil na tvorbu básnických textů. Postupně byly vydány básnické sbírky:
- Na rozcestí věků (2010)
- Nazvučení (2011)
- Hučáky (2011)
- Šumavka (2015)
- S andělíčkem v dlani (2016)
- Obrazně řečeno (2019) - Sbírka poezie na motivy obrazů výtvarnice Květy Monhartové. Prakticky dopsána za života autora, realizačně dotažená k vydání ve spolupráci autorova syna s paní Květou Monhartovou.